# Сербинов, Михаил Григорьевич
Михаил Григорьевич Сербинов (1895 — после 1953) — советский деятель внутренней безопасности, депутат Верховного Совета РСФСР.

## Биография
Родился в 1895 году. Национальность — еврей.
Член ВКП(б) c 1924.
В органах ВЧК−ОГПУ−НКВД с 1921.
На 31.01.1936 работал в органах государственной безопасности Северо-Кавказского края. До 08.07.1937 — начальник 1 отделения 4 отдела УНКВД Северо-Кавказского края. С 08.07.1937 — начальник 12 отделения 4 отдела УНКВД Азово-Черноморского края. С 07.09.1937 — помощник начальника УНКВД АЧК и начальник Краснодарского ГО УНКВД. До 28.02.1939 — заместитель начальника УНКВД Краснодарского края.
С 31.01.1936 — старший лейтенант государственной безопасности, c 15.03.1937 — капитан государственной безопасности.
Депутат Верховного Совета РСФСР 1 созыва.
Арестован 20.01.1939. Осужден 08.05.1939. Орган, вынесший решение — ВКВС СССР. Приговорён к 15 годам лишения свободы. Освобожден в июле 1953 года.